# 몬데구강
몬데구강(포르투갈어: Rio Mondego, IPA: [mõˈdegu])은 포르투갈 영토 내에서만 흐르는 강 중 가장 긴 강이다. 포르투갈 본토(포르투갈령 제도 제외)에서 가장 높은 산맥인 세하다이스트렐라산맥에서 발원한다. 세하다이스트렐라의 해발 1525미터에 위치한 고베이아(Gouveia)부터 대서양에 접한 피게이라다포스의 하구까지 총 258 km를 흐른다. 포르투갈의 중부 지방에 속한 구아르다현, 비제우현, 코임브라현을 통과한다. 셀로리쿠다베이라(Celorico da Beira), 포르누스드알고드르스(Fornos de Algodres), 넬라스(Nelas), 타부아(Tábua), 카헤갈두살(Carregal do Sal), 모르타구아(Mortagua), 몬트모르우벨류(Montemor-o-Velho) 등의 마을과 세이아(Seia), 고베이아, 구아르다(Guarda), 망구알드(Mangualde), 산타콤바당(Santa Comba Dão) 등의 도시를 거친다. 페나코바(Penacova)를 통과하기 전에는 폭이 좁지만, 대학교와 바이슈몬데구 도시권의 중심 도시로 유명한 코임브라에서 넓어지고, 성채와 쌀 재배지로 알려진 몬트모르우벨류를 거쳐 피게이라다포스에서 대서양으로 흘러들어간다.
주요 지류로 당강(Rio Dão)이 있으며, 여기서 당 DOC 와인지역의 이름이 유래한다.

## 같이 보기
- 이스트렐라산맥
- 코임브라
- 피게이라다포스